# دی سی لیدیک
دی سی لیدیک (به انگلیسی: Desi Lydic) (زاده ۳۰ ژوئن ۱۹۸۱) بازیگر آمریکایی است.
از فیلم‌های معروف او می‌توان به بازی در فیلم ما باغ وحش خریدیم اشاره کرد.